# José Ramón Fernández Lira

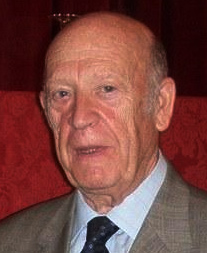
José Ramón Fernández Lira

José Ramón Fernández Lira (Jerez de la Frontera, 1935 – Jerez de la Frontera, 19 de julio de 2010 †) fue un artista, escritor y dibujante jerezano.

## Biografía
Empezando su andadura como alumno de Manuel Muñoz Cebrián, comenzó su carrera profesional como cartelista en 1954, realizando multitud de trabajos como cartelería de eventos de toda índole. Además ha ilustrado novelas, libros de poesía, pregones de la Semana Santa de Jerez, portadas de discos...
Además, entre sus obras cabe la decoración de las capillas de las Dominicas del Beaterio, la del Cristo del Amor, la de la Parroquia de San José, las de los Colegios de La Salle-Buen Pastor y de San José en Jerez, así como la del Colegio de San Francisco en Sanlúcar de Barrameda.
Realizó durante su carrera azulejos religiosos, participó en artículos de prensa y era un aficionado a la fotografía.
Su actividad docente se inició como profesor de dibujo en la Escuela de Artes Aplicadas y Oficios Artísticos de Jerez, actividad que complementó en el Colegio La Salle-Buen Pastor hasta su jubilación en el año 2000.
Tras su muerte en 2010, deja un legado de un fondo documental que consta de 61.000 diapositivas, 7.500 volúmenes, 3.500 revistas, catálogos, 600 vídeos, CDs, DVDs, aparte de postales, planos, carteles, bocetos y dibujos de Muñoz Cebrián.

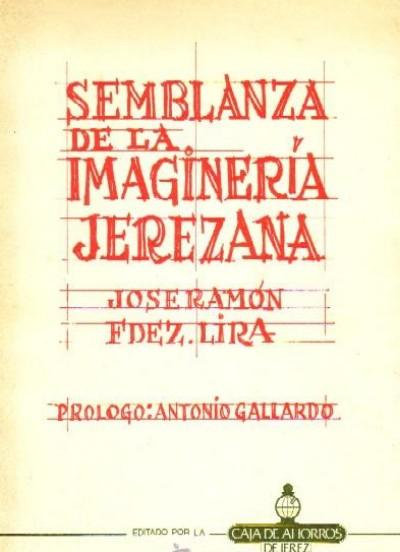
Portada Libro semblanza Imaginería Jerezana

## Publicaciones
- Sueños de Navidad, 1977-2007
- Seis momentos de arte y cofradías 1978
- Collage, apuntes sobre el patrimonio artístico de las hermandades jerezanas, 1984
- Semblanza de Imaginería jerezana 1985
- Inspiración divina del arte 1988
- Jerez Semana Santa 2003, 2004 y 2005